# Arzakan
Arzakan es una localidad del raión de Hrazdan, en la provincia de Kotayk, Armenia, con una población censada en octubre de 2011 de 2390 habitantes. 
Se encuentra ubicada al norte de la provincia, a poca distancia del río Hrazdan —un afluente del río Aras— y de la frontera con las provincias de Aragatsotn y Lorri.